# Stor-Selsträsket
Stor-Selsträsket är en sjö i Skellefteå kommun i Västerbotten och ingår i Bureälven-Mångbyåns kustområde. Sjön har en area på 0,0697 kvadratkilometer och ligger 8 meter över havet.

## Delavrinningsområde
Stor-Selsträsket ingår i det delavrinningsområde (716627-176606) som SMHI kallar för Inloppet i Storträsket. Medelhöjden är 18 meter över havet och ytan är 7,44 kvadratkilometer. Räknas de 14 avrinningsområdena uppströms in blir den ackumulerade arean 80,91 kvadratkilometer. Avrinningsområdets utflöde Bäckån mynnar i havet. Avrinningsområdet består mestadels av skog (75 procent) och öppen mark (11 procent). Avrinningsområdet har 0,07 kvadratkilometer vattenytor vilket ger det en sjöprocent på 1 procent.